# Osborne Vixen
Osborne Corp. VIXEN (VIXEN) је преносиви рачунар фирме Osborne Corp. који је почео да се производи у САД током 1984. године.
Користио је Zilog Z80A микропроцесорску јединицу а РАМ меморија рачунара је имала капацитет од 64 KB.

## Детаљни подаци
Детаљнији подаци о рачунару VIXEN су дати у табели испод.
|                       |                                                |
| [ 1 ]                 |                                                |
| Произвођач            |                                                |
| Тип                   |                                                |
| Меморија              | 64 KB                                          |
| Поријекло             | Сједињене Америчке Државе                      |
| Година                | 1984                                           |
| Тастатура             | тастатура са пуним помаком тастера, 60 тастера |
| Процесор              |                                                |
| Фреквенција процесора | 4                                              |
| RAM                   | 64 KB                                          |
| ROM                   | непознато                                      |
| Текст                 | непознато                                      |
| Графика               | непознато                                      |
| Боја                  | монохроматски монитор                          |
| Звук                  | непознато                                      |
| Димензије             | 11,8 x 8,4 x 2,8 / 4,7 фунти                   |
| Портови               |                                                |
| Оперативни систем     |                                                |